# ستان روب
ستان روب (بالإنجليزية: Stan Robb)‏ هو لاعب كرة قدم أمريكية أمريكي، ولد في 1901 في بيتسبرغ في الولايات المتحدة، وتوفي في 9 يناير 1959.

## وصلات خارجية
- ستان روب على موقع مرجع كرة القدم المحترفة.كوم (الإنجليزية)